# Tunna a Gommon
Tunna a Gommon jsou dle raně středověké hagiografie údajní vrazi sv. Ludmily. O jejím zavraždění vrahy těchto jmen se zmiňuje Kristiánova legenda ve svém čtvrtém oddíle.

## Vražda sv. Ludmily
Tunna a Gommon na objednávku kněžny Drahomíry měli 15. září 921 zavraždit na hradě Tetíně sv. Ludmilu. Dle textu Kristiánovy legendy ji uškrtili jejím vlastním závojem. Závoj se pak stal atributem této zemské světice po jejím uvedení do českého zemského panteonu světců. Jména obou vrahů naznačují, že by mohli pocházet z vikingského, či varjažského, ale spíše franského prostředí.
Nějakou dobu s nimi Drahomíra vládla společně, ale pak mezi ní a Tunnou s Gommonem došlo ke sporům, pro které nechala Drahomíra Gommona i s jeho bratrem popravit; Tunna se zachránil útěkem z Čech.

## Kristiánova legenda
Kristiánova legenda, výňatek pasáže, týkající se zavraždění sv. Ludmily vrahy Tunnou a Gommonem.
"Neboť když se služebnice Kristova Ludmila, jak jsme pověděli dříve, ustranila z očí zrádců, na tom hradě, kam se uchýlila, je od nepřátel znovu pronásledována. Řečená vévodkyně [t. j. Drahomíra] totiž nějaké své velmože, syny nepravosti, jménem Tunnu a Gommona, poslala se silnou tlupou na Tetín, aby její tchyni zahubili."
-, Kristiánova legenda